# Milà-Sanremo 1979
La Milà-Sanremo 1979 fou la 70a edició de la Milà-Sanremo. La cursa es disputà el 17 de març de 1979 i va ser guanyada pel belga Roger de Vlaeminck, que s'imposà a l'esprint a la meta de Sanremo i d'aquesta manera aconseguia la seva segona victòria consecutiva i tercera de la clàssica italiana.
264 ciclistes hi van prendre part, acabant la cursa 154 d'ells.

## Classificació final
|    | Ciclista            | Equip                      | Temps      |
| -- | ------------------- | -------------------------- | ---------- |
| 1  | Roger de Vlaeminck  | Gis Gelati                 | 7h 05' 44" |
| 2  | Giuseppe Saronni    | Scic-Bottecchia            | m. t.      |
| 3  | Knut Knudsen        | Bianchi-Faema              | m. t.      |
| 4  | Francesco Moser     | Sanson-Luxor TV            | m. t.      |
| 5  | Giuseppe Martinelli | San Giacomo-Mobilificio    | m. t.      |
| 6  | Luciano Borgognoni  | CBM Fast-Gaggia            | m. t.      |
| 7  | Bernard Hinault     | Renault-Gitane-Campagnolo  | m. t.      |
| 8  | Daniel Willems      | Ijsboerke-Warncke Eis-Gios | m. t.      |
| 9  | Giovanni Mantovani  | Inoxpran                   | m. t.      |
| 10 | Mario Beccia        | Mecap-Hoonved              | m. t.      |